# 진 양공 (25대)
진 양공(晉 襄公, ? ~ 기원전 621년, 재위 기원전 627년 ~ 기원전 621년)은 중국 춘추 시대 진나라의 제25대 임금이다. 휘는 환(驩, 歡)으로, 진 문공과 핍길(偪姞)의 아들이다.

## 재위
진 문공 9년(기원전 628년) 겨울, 아버지가 죽자 그 뒤를 이어 진후가 되었다.
진 양공 원년(기원전 627년), 진나라에서 정나라를 습격했다. 정나라는 진나라와 동성 국가이므로, 중군 원수 선진의 주장을 받아들여 쇠질(衰絰)을 검게 물들이고 진나라 군대를 쳐, 4월에 효산에서 무찌르고 진나라의 세 장수 맹명시(孟明視), 서걸출(西乞秫), 백을병(白乙丙)을 사로잡아 돌아왔다. 진나라 공녀인 적모 문영(文嬴)이 부탁하여 이 세 장수를 석방했으므로, 선진의 질책을 들었다. 분노한 선진은 양공에게 침을 뱉었다. 그리하여, 풀어준 세 장수를 쫓아갔으나, 결국은 놓쳤다.
적족이 기(箕) 땅까지 쳐들어오자, 진 양공은 8월에 적족을 무찔렀고, 하군 대부 극결(郤缺)이 백적자(白狄子)를 사로잡았으나, 선진은 앞서 임금에게 침 뱉은 무례 때문에 스스로 적족 군사들에게 들어가 죽었다. 양공은 선차거에게 중군 원수를 맡기고, 예전 극결을 천거한 서신에게 상을 주고, 극결은 경으로 삼아 옛적 극결의 아버지 극예(郤芮)의 죄에서 풀어 주고, 극씨의 식읍 기(冀) 땅을 돌려주었다.
이 해 겨울, 진나라, 정나라와 함께 허나라를 쳤다.
진 문공 말기에 제후들이 진나라에 입조하였을 때, 위(衛)나라는 입조하지 않고 도리어 정나라를 쳤으므로, 진 양공 2년(기원전 626년), 소상을 끝내고 제후들과 함께 위나라를 쳐 남양에 이르렀다. 선차거의 진언에 따라, 온 땅에서 주나라 왕에게 입조하여 위나라와 같은 잘못을 저지르는 것을 피하고, 선차거와 서신에게 위나라 공략을 맡겨, 5월에는 척(戚) 땅을 에워싸고, 6월에 이를 점령하여 위나라 경 손소자(孫昭子)를 사로잡았다.
진 양공 3년(기원전 625년), 진나라의 맹명시가 효 싸움의 패전을 보복하러 오자, 2월에 이를 막아 진나라 군대를 팽아에서 무찔렀다. 겨울에는 선차거가 송나라의 공자 성, 진나라의 원선, 정나라의 공자 귀생과 함께 진나라를 쳐 왕 땅을 빼앗고 팽아까지 쳐들어가, 앞서 쳐들어온 진나라에 복수했다. 진나라의 맹명시가 효 싸움의 패전을 보복하러 와, 왕(汪) 땅을 빼앗겼다.
진 양공 4년(기원전 624년), 진나라에서는 진 목공이 친히 군사를 일으켜 쳐들어와 왕관(王官) 땅을 취하고, 효의 시체를 봉하고 떠났다. 진나라는 분노했지만, 감히 싸우지 못하고 지키기만 했다. 초나라가 강나라를 포위하자, 주나라에 이를 알리고 양처보를 보내 강나라를 구원했다. 작년에 노 문공과 자국의 대부 양처보가 결맹하게 하여 노나라에 굴욕을 준 것을 두려워하여 노나라에 다시 회맹하기를 청했고, 이를 노 문공이 받아들여, 12월, 양공 친히 노 문공과 회맹했다.
진 양공 5년(기원전 623년), 진나라를 쳐 신성을 빼앗아, 전 해에 왕관을 빼앗긴 것을 보복했다.
진 양공 6년(기원전 622년), 중신 조쇠(趙衰), 난지(欒枝), 호언(狐偃), 선차거(先且巨)가 잇따라 죽어, 조돈(趙盾)이 조쇠를 대신해 집정했다.
진 양공 7년(기원전 621년) 봄, 이(夷)에서 군대를 사열하고, 2군을 폐지하고, 작년에 대신들이 죽어 생긴 공석을 메워, 본디 사곡(士縠)을 중군 원수에, 양익이(梁益夷)를 중군 보좌에 임명하고, 기정보(箕鄭父)와 선도(先都)를 등용하려 했다. 그러나 선극의 말에 따라 옛 공신의 자손 호역고(狐射姑)를 중군 원수에, 조돈을 그 부장에 임명했다. 그런데 작년 위나라에 간 양처보가 돌아와 자신의 옛 상관 조쇠의 아들 조돈을 칭찬하므로 동(董)에서 다시 군대를 사열하고, 조돈과 호역고의 관직을 바꿨다. 조돈은 국정을 잡고, 제도를 정하고 형법을 바로잡고 정사의 각종 폐단을 다스리고 어질고 유능한 사람을 썼다.
그해 8월, 세상을 떠났다. 세자 이고가 어렸으므로 한바탕 군위 계승 소동이 벌어졌으나, 결국은 이고가 뒤를 이어 진 영공이 되었다.

## 주해
1. ↑  《사기》에서는 선진이, 《춘추좌씨전》에서는 양처보가 추격한 것이라 한다.